# Oddantonio II da Montefeltro
Oddantonio II da Montefeltro, född 1490, död 1538, var en italiensk monark. Han var regerande hertig av Urbino från 1443 till 1444.